# Flakebergs kyrka
Flakebergs kyrka är en kyrkobyggnad sedan 2002 i Särestads församling (tidigare i Flakebergs församling) i Skara stift. Den ligger i Flakeberg i Grästorp kommun.
Den nuvarande byggnaden har föregåtts av två tidigare.

## Första kyrkobyggnaden
Den första kyrkobyggnaden anlades under tidig medeltid. Uppgifter om denna är väldigt sparsamma. Det enda bevarade från anläggning är en gotisk fönsteromfattning och en dörrportal. Till fönsteromfattningen saknas tyvärr mittkolonetten. Om den är samtida med första byggnadsskedet förblir okänt. Portalen till huvudingången i sandsten dateras till 1100- eller 1200-talet och är typisk för den romanska kyrkobyggnadskonsten. Idag är den inmurad i nuvarande kyrkans tornmur.
Av gravmonument finns tre liljestenar bevarade. De är huggna i sandsten, avsmalnande mot fotändan och prydda med mönster av palmblad, hjärtpalmetter, i relief. Alla tre var placerade i kyrkans golv, varav två i koret.

## Den andra kyrkobyggnaden 1725-1899

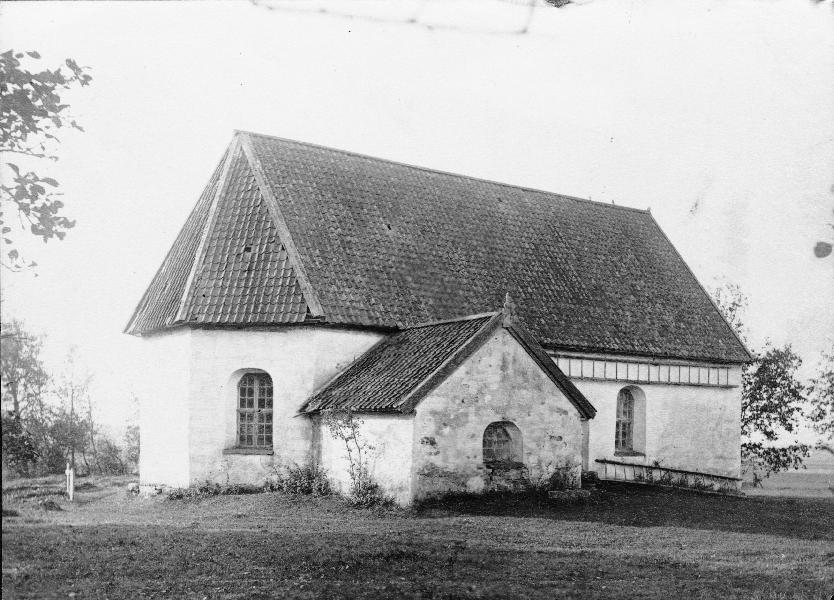
Den andra kyrkobyggnaden

År 1725 uppfördes ny kyrkobyggnad. Det var en rektangulär gråstensbyggnad. Vapenhuset var uppfört i trä. År 1830 gjordes fönstren större. Då anläggningen saknade torn hängde klockorna över norra kyrkoporten i en lägre stapel eller huv.

## Den nuvarande kyrkobyggnaden
År 1899 invigdes den nuvarande kyrkobyggnaden. Byggmästare hade Larsson från Varola varit. Anläggningen har en avvikande orientering med tornet i norr och koret i söder. Kyrkan uppfördes inte direkt över de äldre byggnaderna. Dessa kyrkor var placerade mellan nya kyrkan och den kvarstående södra kyrkogårdsporten. 1952 byggdes en sakristia öster om det femsidiga koret.

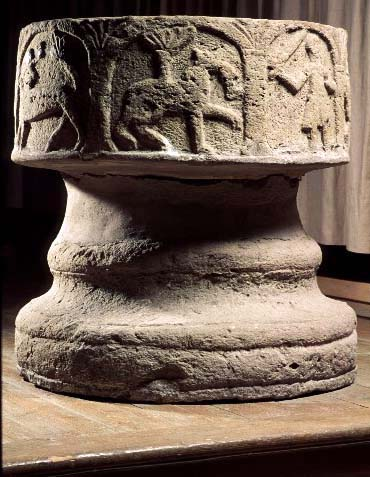
Dopfunt från 1100-talets andra hälft. Gjord i sandsten i en regional verkstad.

## Inventarier

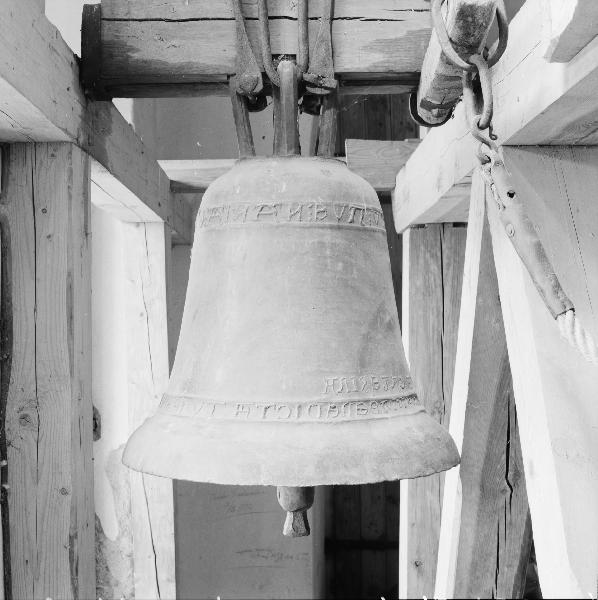
Lillklockan med runinskrifter.

- Från första kyrkans tid är en dopfunt av sandsten bevarad. Den har cylinderformad cuppa med i sju arkader infattade figurframställning visande en man, som strider mot drake och lejon, en kentaur (hälften man, hälften häst) försedd med ett svärd, ävensom en sådan som strider med yxa. Scenerna har tolkats som hur det ondas makter är i verksamhet ända fram till dopets stund. Dopfunten tillhör den stil som förknippas med stenmästaren Othelric som var verksam vid västgötakyrkorna.
- Till den första kyrkan torde även lillklockan höra som dateras till 1200-talets senare del. Delar av dess inskrift är utförd med runor.
- Predikstol och altarring tillkom samtidigt med nuvarande kyrka.
- Lillklockan med runinskrifter är av en unik typ och troligen från 1200-talets senare del. Inskriften är grov och ojämnt utförd och utgörs av Änglahälsningen på latin.[2]

### Detaljer från dopfunten

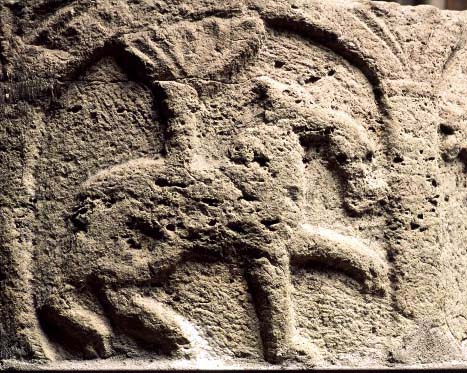
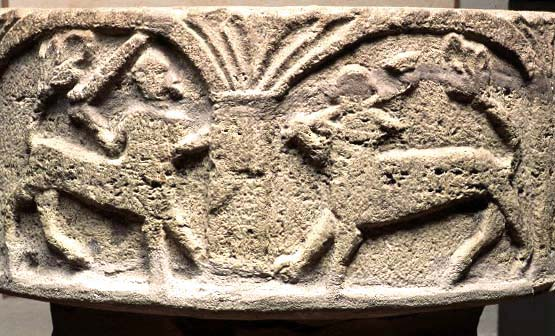
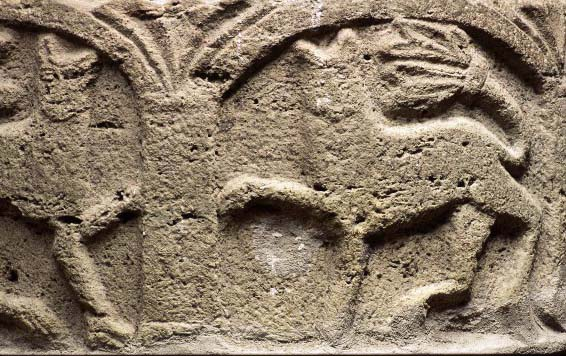

## Orgel
Den första orgeln byggdes av Olof Hammarberg 1909. Ett nytt orgelverk av samma tillverkare sattes in 1953. Fasaden från 1909 är bevarad.
| Manual I (C-g3)     | Manual II (C-g3)  | Pedal (C-f1) | Koppel |
| ------------------- | ----------------- | ------------ | ------ |
| Gedakt 8'           | Rörflöjt 8'       | Subbas 16'   | II/I   |
| Principal 4'        | Spetsflöjt 4'     | Principal 8' | I/P    |
| Rörflöjt 4'         | Kvintadena 4'     | Flöjt 4'     | II/P   |
| Gemshorn 2'         | Principal 2'      |              |        |
| Sesquialtera 2 chor | Scharf 2 chor     |              |        |
| Mixtur 3 chor       | Dulcian 8'        |              |        |
|                     | Crescendosvällare |              |        |

Tutti, automatisk pedalväxling samt diverse oktavkoppel.